# Lữ đoàn Không quân 918
Lữ đoàn không quân 918 là một đơn vị không quân vận tải chủ lực của Không quân Nhân dân Việt Nam, tiền thân là Trung đoàn Không quân 918.

## Lịch sử
Sự kiện 30 tháng 4 năm 1975 mở ra kỷ nguyên mới của nước Việt Nam thống nhất. Sự nghiệp xây dựng và bảo vệ Tổ quốc trong giai đoạn cách mạng mới đặt ra yêu cầu cao đối với bộ đội không quân.
Ngày 5 tháng 7 năm 1975, Bộ Quốc phòng quyết định thành lập Trung đoàn không quân 918, đóng quân ở sân bay Tân Sơn Nhất, sử dụng máy bay vận tải chiến lợi phẩm làm nhiệm vụ sẵn sàng chiến đấu bảo vệ Tổ quốc và vận chuyển quân sự, phục vụ an ninh quốc phòng và dân sinh. Trung đoàn không quân 918 nhanh chóng tổ chức chuyển loại máy bay hệ 2, thực hiện nhiệm vụ vận chuyển quân sự Bắc - Nam.
Trong cuộc Chiến tranh biên giới Tây Nam, Trung đoàn sử dụng rất hiệu quả máy bay và vũ khí trang bị hệ 2, tham gia chiến đấu đánh phá các tuyến phòng thủ của Khơ-me đỏ, phá hủy khối lượng lớn phương tiện chiến tranh, loại khỏi vòng chiến đấu hàng trăm binh lính, tích cực chi viện hỏa lực cho các đơn vị bộ binh tiến công làm chủ chiến trường.
Từ năm 1981 - 1984, tàn quân Fulro ở Tây Nguyên bị truy quét mạnh nên rút vào vùng rừng núi hiểm trở, lập căn cứ hoạt động, câu kết với tàn quân Khmer Đỏ phá hoại Chính quyền. Lực lượng bộ binh đã tìm mọi cách nhưng vẫn không thể truy quét tiêu diệt triệt để. Đầu tháng 3 năm 1984, Bộ Tổng tham mưu lệnh cho không quân sử dụng máy bay ném bom của trung đoàn 918 chi viện cho bộ binh quân khu 5 đánh phá căn cứ Fulro.
Thời điểm đầu 1984, các phi công An-26 đã qua thực hành ném bom, có trình độ bay chiến đấu trong đội hình 6-9-12 chiếc ban ngày. Sáng ngày 9 tháng 3 năm 1984, biên đội 8 máy bay An-26 (7 chiếc mang bom trực tiếp đánh phá mục tiêu, chiếc thứ 8 chuyển tiếp liên lạc trên không) của trung đoàn 918 do trung đoàn trưởng Nguyễn Xuân Hiển trực tiếp chỉ huy đã cất cánh từ Tân Sơn Nhất đến mục tiêu, thả bom tiêu diệt căn cứ Fulro.
Từ chiến thắng trận đầu của máy bay An-26, trong tháng 3 năm 1984, các biên đội An-26 của trung đoàn 918 đã đánh bom các căn cứ Fulro ở mặt trận 579, tiêu diệt sư đoàn 920 Khmer Đỏ, căn cứ đầu não của quân khu Đông bắc tại rừng núi tỉnh Kratié, tây bắc Biển Hồ, Kampong Thom...
Trong suốt thời gian quân tình nguyện Việt Nam làm nhiệm vụ quốc tế tại Campuchia, máy bay An-26 của trung đoàn 918 không chỉ chuyển quân, cứu thương, chở vũ khí, trang thiết bị... mà còn đánh bom phá MK-81 và bom bi CBU tiêu diệt nhiều căn cứ đầu não, triệt phá các nguồn dự trữ vũ khí, lương thực thực phẩm của lực lượng Khmer Đỏ.
Ngày 27 tháng 4 năm 1984, trung đoàn 918 sử dụng 4 máy bay An-26 bay từ Biên Hòa thả bom, phá hủy căn cứ. Khmer Đỏ ngưng trệ một thời gian và tháng 9 năm 1985 từng bước tổ chức lại việc khai thác và xây dựng Núi Chi thành căn cứ lớn. Sáng ngày 22 tháng 9 năm 1985, biên đội 4 chiếc An-26 mang bom MK-81, bom bi CBU-49 bay theo đường Biên Hòa - Krache - Cù Lao Preng, đánh bom vào Núi Chi từ độ cao 3.500 m. Ngay sau khi An-26 đánh bom, bộ binh Quân khu 7 ồ ạt tiến công làm chủ trận địa.
Suốt 10 năm (1979 - 1989) làm nhiệm vụ quốc tế ở Campuchia, Trung đoàn trực tiếp tham gia chiến đấu gần 100 trận, vận chuyển hàng vạn lượt bộ đội và hàng trăm ngàn tấn hàng quân sự ra chiến trường, đón hàng ngàn thương binh về hậu phương.
Ngày 22 tháng 5 năm 2013, Đại tướng Phùng Quang Thanh - Bộ trưởng Bộ Quốc phòng ký Quyết định số 1682/QĐ-BQP về việc tổ chức lại Trung đoàn không quân 918 thành Lữ đoàn không quân 918.

## Trang bị

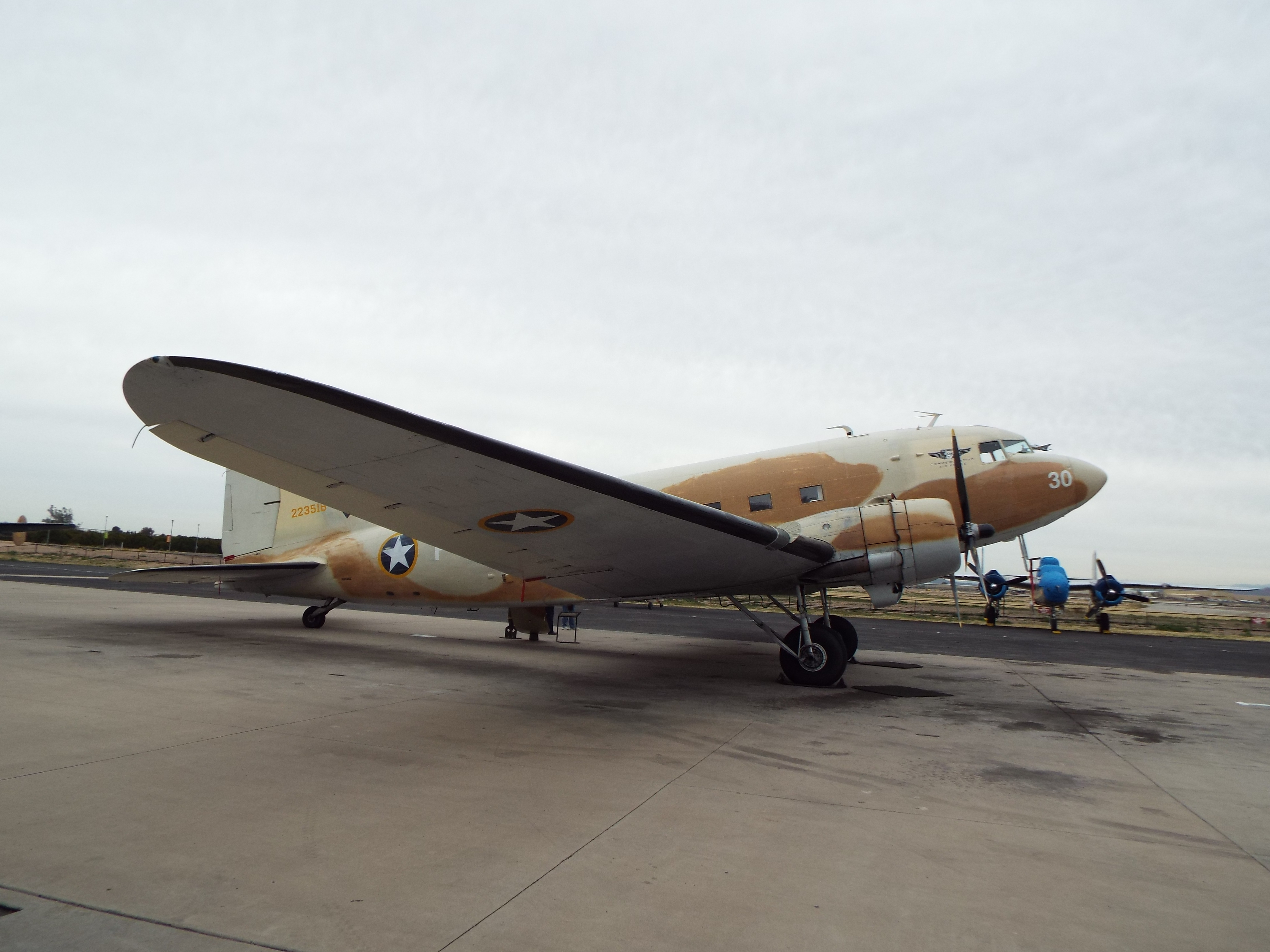
Máy bay C-47

Sau Chiến tranh Việt Nam, Quân đội Nhân dân Việt Nam thu được số lượng tương đối lớn máy bay chiến lợi phẩm. Sau khi thành lập, trung đoàn 918 được biên chế số máy bay này, tiêu biểu là loại C-47.
Sau khi chiến tranh Biên giới phía Bắc bùng nổ, Chính phủ Liên Xô đã viện trợ khẩn cấp cho Quân đội nhân dân Việt Nam 1 trung đoàn máy bay vận tải quân sự An-26. Trunng đoàn được lệnh chuyển loại cấp tốc từ máy bay C-47 sang An-26. Ngày 16 tháng 4 năm 1979, đại tá Lương Hữu Sắt, phó tư lệnh về kỹ thuật – hậu cần của quân chủng không quân (sau là trung tướng, phó chủ nhiệm tổng cục kỹ thuật, Bộ quốc phòng) giao nhiệm vụ tổ chức tiếp nhận máy bay An-26 cho các đơn vị trong quân chủng và chỉ đạo Xưởng A41 (nay là nhà máy A41, cục kỹ thuật PKKQ) tổ chức đoàn cán bộ nhân viên sang Liên Xô chuyển loại quy trình bảo dưỡng kỹ thuật máy bay An-26. Đầu tháng 8 năm 1979, đoàn chuyển loại của A41 gồm 27 người sang Liên Xô. Lý thuyết học tại TP. Kirovohrad (nay là Học viện bay Kirovohrad của Đại học Hàng không Quốc gia, Ukraina), thực hành tại trường không quân Krasnodar (nay là Học viện không quân Krasnodar, Liên bang Nga).

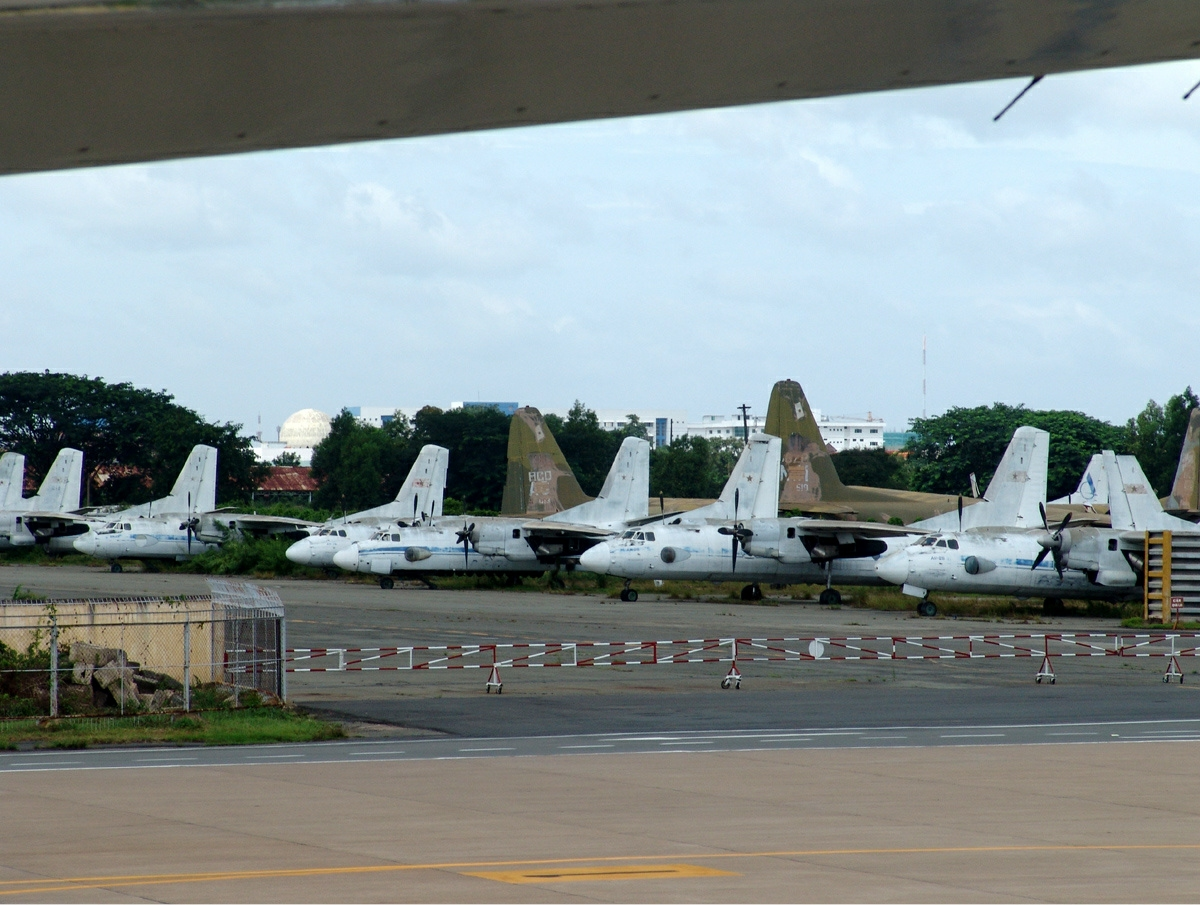
Lực lượng An-26

Cuối năm 1980, biên đội 2 chiếc An-26 đầu tiên mang số hiệu 210, 212 cùng đoàn chuyên gia Liên Xô có mặt tại căn cứ Tân Sơn Nhất, vừa chuyển loại phi công vừa làm nhiệm vụ chuyển tiếp chỉ huy trên không. Cam kết của Chính phủ Liên Xô là viện trợ cho Việt Nam 1 trung đoàn, đủ 50 chiếc máy bay An-26 nên từ cuối năm 1979, Quân chủng Phòng không - Không quân (thời điểm đó là quân chủng không quân) đã liên tục cử các đoàn phi công, nhân viên bay sang Liên Xô học chuyển loại sử dụng máy bay An-26 trong thời gian từ 6 tháng đến 3 năm, đào tạo mới từ 4 - 5 năm.
Đầu năm 1981, toàn bộ số máy bay hệ 2 (máy bay chiến lợi phẩm thu được sau ngày 30/4/1975) của trung đoàn 918 ngừng hoạt động bay vì vật tư kỹ thuật cạn kiệt, các máy bay đã quá hạn tổng kiểm nhiều lần. Đoàn phó chuyển loại hồi ấy là trung úy Nguyễn Thanh Lâm, sau trưởng thành làm đại tá – giám đốc nhà máy A41, giờ đã nghỉ hưu, kể: 

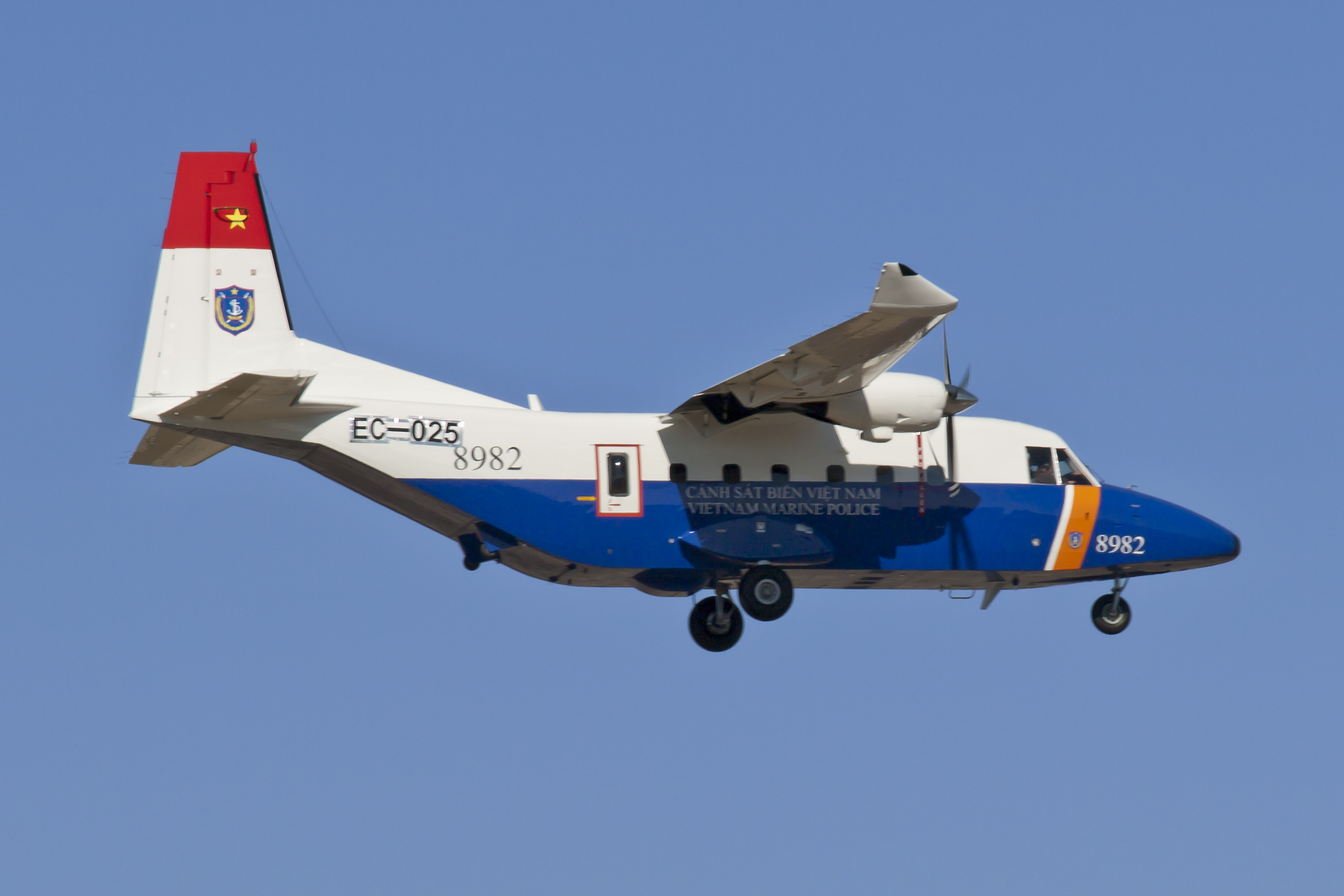
CASA C-212

“Đến đầu 1980, nguồn vật tư kỹ thuật của máy bay hệ 2 (máy bay Mỹ thu được sau ngày 30/4/1975) cạn kiệt, các máy bay đã quá hạn tổng kiểm nhiều lần, trong khi nhu cầu chi viện hỏa lực của bộ đội trên chiến trường Campuchia ngày càng cao. Quá bức bách, quân chủng phải ký quyết định cho tăng hạn sử dụng 2 máy bay C-130 số 04 và 05 thêm 6 tháng”.

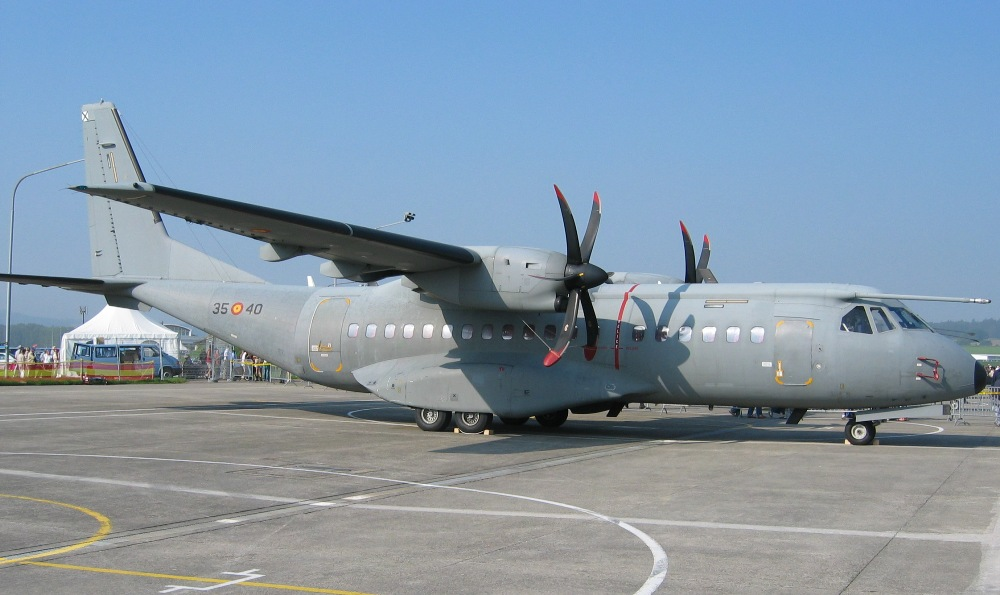
CASA C-295

Yêu cầu thay thế máy bay để phục vụ chiến đấu bảo vệ biên giới phía Bắc, Tây Nam và làm nhiệm vụ quốc tế tại Campuchia… luôn được đưa ra trong các cuộc họp của Bộ Quốc phòng. Do phía Việt Nam liên tục đốc thúc, phía Liên Xô đẩy nhanh quá trình chuyển giao An-26 sang Việt Nam để lắp ráp, bay thử và đưa vào hoạt động. Toàn bộ phi công, nhân viên bay 918 được đào tạo chuyển loại sử dụng An-26 và đến giữa năm 1981, phi đội An-26 thứ 2 về tới Việt Nam, nâng tổng số lên 20 chiếc.

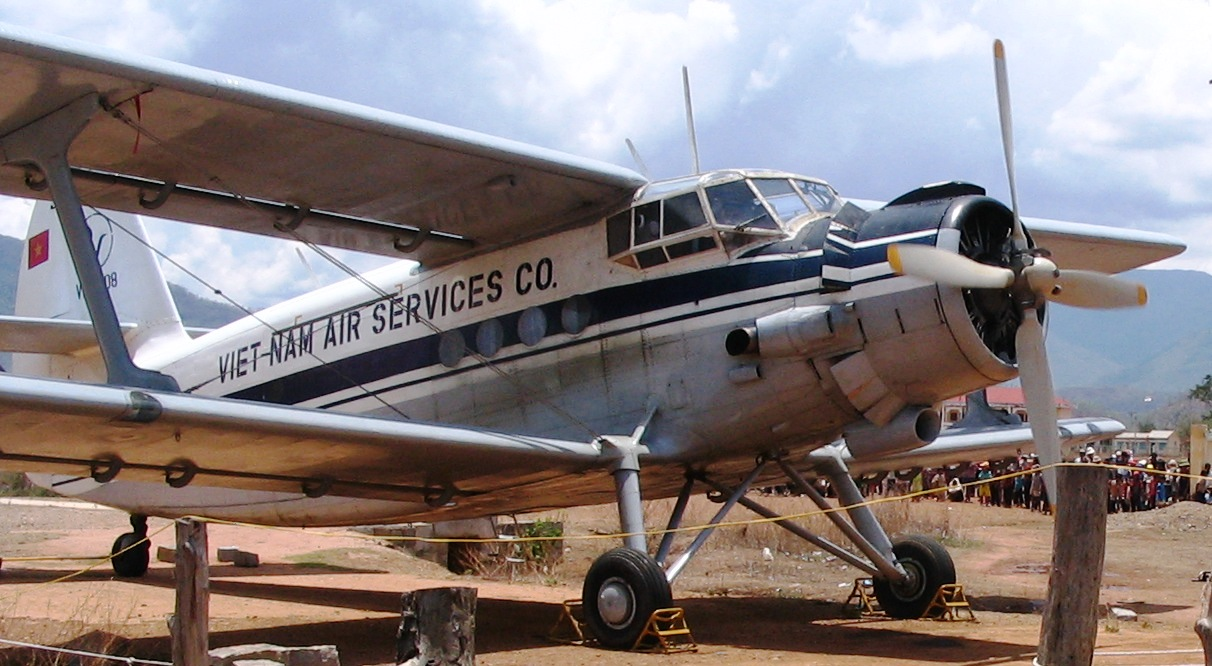
An-2

“Có nhiều máy bay mới, rất phấn khởi. Ban đầu, đơn vị chỉ có 2 tổ bay làm giáo viên. Chúng tôi phải chọn một số phi công và nhân viên bay đã học tại Liên Xô (cũ) hoặc đã bay nhiều năm trên máy bay Liên Xô để đào tạo nhanh thành giáo viên An-26”, thượng tá Cự rành mạch và giải thích: “Hồi ấy, QCPKKQ đình chỉ hoạt động của máy bay MiG-17, MiG-19 nên nhiều phi công từ các đơn vị chuyển về 918. Đến giữa 1981, đơn vị có 15 tổ bay An-26 bay, làm được nhiệm vụ chuyển quân và thả dù”.
Do hoạt động bay cường độ cao, chỉ vài tháng sau khi về Việt Nam, một số máy bay An-26 đã phải vào xưởng bảo dưỡng kỹ thuật vào đầu tháng 6 năm 1981. Cũng thời gian này, trung đoàn 918 cử 99 người sang Liên Xô (cũ) đào tạo phi công và nhân viên bay An-26, khóa học 4 năm.
Tháng 6 năm 1980, quân chủng giao nhiệm vụ cho A41 nghiên cứu cải tiến máy bay An-26 chuyên vận tải thành máy bay ném bom. Nhiều sáng kiến được đưa ra, cuối cùng phương án “trang bị bom MK-81, MK-82 của Mỹ lên máy bay An-26” của kỹ sư Nguyễn Hữu Sửu và trợ lý Viện Kỹ thuật không quân Nguyễn Kim Khôi được thông qua. Các phương án cải tiến được đưa ra: Lắp bom vào giá treo ngoài máy bay; lắp bom vào khoang chở hàng...
Sau hơn 40 lần huấn luyện và chiến đấu, số lượng An-26 của Lữ đoàn đã hết niên hạn sử dụng. Quân chủng PKKQ đã trang bị cho Lữ đoàn những loại máy bay mới như CASA 212-400, CASA 212i, CASA C-295, An-2.

## Cán bộ nhân viên
| Họ tên                             | Thông tin năm sinh quê quán                     | Chức vụ                                                                                               | Hoạt động                                           |
| ---------------------------------- | ----------------------------------------------- | --- | --------------------------------------------------- |
| Đỗ Văn Lành                        | 1976                                            | Lữ đoàn trưởng                                                                                        | Đang phục vụ                                        |
| Lê Quang Hòa                       | 1973                                            | Phó lữ đoàn trưởng                                                                                    | Đang phục vụ                                        |
| Trần Đức Mạnh                      | 1977                                            | Tham mưu trưởng Lữ đoàn                                                                               | Đang phục vụ                                        |
| Đào Ngọc Xuân                      | 1975                                            | Chính ủy Lữ đoàn 918                                                                                  | Đang phục vụ                                        |
| Quản Trọng Hải                     | 1976                                            | Phó Chính ủy Lữ đoàn 918                                                                              | Đang phục vụ                                        |
| Đinh Thị Hà Thanh                  |                                                 | Nhân viên Phòng Chính trị lữ đoàn                                                                     | Đang phục vụ                                        |
| Đỗ Thị Thắm                        |                                                 | Nhân viên Phòng Kỹ thuật Lữ đoàn 918                                                                  | Đang phục vụ                                        |
| không khung Nguyễn Huy Hoàng       |                                                 | Phi công                                                                                              | Đang phục vụ                                        |
| Bùi Thanh Nguyên                   |                                                 | Phi công                                                                                              | Đang phục vụ                                        |
| Lương Việt Giang                   |                                                 | Phi công                                                                                              | Đang phục vụ                                        |
| Nguyễn Thanh Sơn                   |                                                 | Phi công Phi đội 2                                                                                    | Đang phục vụ                                        |
| Chu Văn Hải                        |                                                 | Phó Lữ đoàn trưởng quân huấn Lữ đoàn không quân 918                                                   |                                                     |
| Nguyễn Hoài Thủy                   |                                                 | Nguyên Phi đội trưởng Phi đội Casa 212                                                                |                                                     |
| Lê Kiêm Toàn                       | Thanh Oai, Hà Nội                               | Nguyên Lữ đoàn trưởng Lữ đoàn 918                                                                     | Hy sinh khi làm nhiệm vụ                            |
| Nguyễn Đức Hảo                     | Ba Vì, Hà Nội                                   | Phi đội trưởng Phi đội 1 - Lữ đoàn 918                                                                | Hy sinh khi làm nhiệm vụ                            |
| Nguyễn Văn Chính                   | Bình Lục, Hà Nam                                | Chính trị viên Phi đội - Lữ đoàn 918                                                                  | Hy sinh khi làm nhiệm vụ                            |
| Nguyễn Ngọc Chu                    | Thanh Hà, Hải Dương                             | Phi công, Dẫn đường - Lữ đoàn 918                                                                     | Hy sinh khi làm nhiệm vụ                            |
| Lê Văn Đình                        | Hoành Bồ, Quảng Ninh                            | Nhân viên tuần thám trên không - Lữ đoàn 918                                                          | Hy sinh khi làm nhiệm vụ                            |
| Đỗ Văn Mạnh                        | Vĩnh Tường, Vĩnh Phúc                           | Đại đội phó Đại đội kỹ thuật hàng không - Lữ đoàn 918                                                 | Hy sinh khi làm nhiệm vụ                            |
| Lê Đức Lam                         | Ninh Giang, Hải Dương                           | Cơ giới trên không - Lữ đoàn 918                                                                      | Hy sinh khi làm nhiệm vụ                            |
| Nguyễn Văn Thái                    | Quỳnh Lưu, Nghệ An                              | Nhân viên tuần thám trên không - Lữ đoàn 918                                                          | Hy sinh khi làm nhiệm vụ                            |
| Nguyễn Bá Thế                      | Quỳnh Phụ, Thái Bình                            | Nhân viên tuần thám trên không - Lữ đoàn 918                                                          | Hy sinh khi làm nhiệm vụ                            |
| không khungTrung tá Nguyễn Văn Lân |                                                 | Phi công, lái phụ máy bay An-26 số hiệu 265                                                           | Hy sinh khi làm nhiệm vụ                            |
| Nguyễn Văn Trác                    |                                                 | Tổ bay An-26 số hiệu 265                                                                              | Hy sinh khi làm nhiệm vụ                            |
| Hoàng Văn Luận                     |                                                 | Tổ bay An-26 số hiệu 265                                                                              | Hy sinh khi làm nhiệm vụ                            |
| Ninh Quang Thắng                   |                                                 | Tổ bay An-26 số hiệu 265                                                                              | Hy sinh khi làm nhiệm vụ                            |
| Phạm Viết Đoàn                     |                                                 | Tổ bay An-26 số hiệu 265                                                                              | Hy sinh khi làm nhiệm vụ                            |
| Dương Văn Dán                      |                                                 | Tổ bay An-26 số hiệu 265                                                                              | Hy sinh khi làm nhiệm vụ                            |
| không khungĐào Hữu Ngoan           | SN 1936, quê Tiên Lữ, Hưng Yên                  | Nguyên trung đoàn trưởng                                                                              | Hy sinh khi làm nhiệm vụ                            |
| Vương Hữu Quý                      | SN 1947, quê Bích Sơn, Việt Yên, Bắc Giang      | Phó phi đội trưởng An-26 số hiệu 285                                                                  | Hy sinh khi làm nhiệm vụ                            |
| Ngô Khắc Sự                        | SN 1962, quê Hòa Nam, Ứng Hòa, Hà Nội           | Lái phụ máy bay An-26 số hiệu 285                                                                     | Hy sinh khi làm nhiệm vụ                            |
| Nguyễn Quốc Hòe                    | SN 1959, quê Minh Đạo, Tiên Du, Bắc Ninh        | Dẫn đường trên không An-26                                                                            | Hy sinh khi làm nhiệm vụ                            |
| Nguyễn Ngọc Vân                    | SN 1959, quê Trung Lương, TX.Hồng Lĩnh, Hà Tĩnh | Dẫn đường trên không An-26                                                                            | Hy sinh khi làm nhiệm vụ                            |
| Triệu Minh Sơn                     | SN 1960, quê Phú Xuyên, Đại Từ, Thái Nguyên     | Cơ giới trên không An-26                                                                              | Hy sinh khi làm nhiệm vụ                            |
| Nguyễn Xuân Loan                   | SN 1959, quê Nguyệt Đức, Yên Lạc, Vĩnh Phúc     | Thông tin trên không An-26                                                                            | Hy sinh khi làm nhiệm vụ                            |
| Nguyễn Thế Cường                   |                                                 | Nguyên Phi đội trưởng phi đội, Lữ đoàn 918                                                            | Nghỉ hưu                                            |
|                                    |                                                 | |                                                     |
| Hoàng Ngọc Trung                   |                                                 | Nguyên Trung đoàn trưởng trung đoàn 918                                                               | Hy sinh khi làm nhiệm vụ                            |
| Nguyễn Xuân Hiển                   |                                                 | Nguyên Trung đoàn trưởng trung đoàn 918                                                               | Tham gia các chiến dịch quân sự ở Biên giới Tây Nam |
| Vương Văn Cao                      |                                                 | Nguyên Phó trung đoàn trưởng, Tham mưu trưởng Trung đoàn 918                                          |                                                     |
| Nguyễn Chí Cự                      |                                                 | Nguyên phó trung đoàn trưởng trung đoàn không quân vận tải 918 Nguyên phó phi đội trưởng phi đội C-47 | Tham gia các chiến dịch quân sự ở Biên giới Tây Nam |
| Nguyễn Anh Sơn                     |                                                 | Nguyên chủ nhiệm bay của lữ đoàn 918                                                                  | Tham gia các chiến dịch quân sự ở Biên giới Tây Nam |
| Nguyễn Tiến Yểng                   |                                                 | | Hy sinh khi làm nhiệm vụ                            |
| Nguyễn Tiến Thuật                  |                                                 | | Hy sinh khi làm nhiệm vụ                            |
| Phạm Văn Thắng                     |                                                 | | Hy sinh khi làm nhiệm vụ                            |
| Hoàng Ngọc Trung                   |                                                 | | Hy sinh khi làm nhiệm vụ                            |
|                                    |                                                 | |                                                     |

## Hoạt động
- Ngày 9 tháng 11 năm 2021, Tổng công ty Quản lý bay Việt Nam và Lữ đoàn Không quân 918 đã ký kết Văn bản phối hợp bảo đảm việc gửi và nhận kế hoạch bay không lưu. Văn bản phối hợp quy định cụ thể trách nhiệm phối hợp giữa các đơn vị thuộc Tổng công ty Quản lý bay Việt Nam và Lữ đoàn Không quân 918 trong việc thực hiện gửi và nhận kế hoạch bay không lưu (FPL) cho các chuyến bay của Lữ đoàn Không quân 918 thực hiện trong đường hàng không, khởi hành từ các cảng hàng không, sân bay (hàng không dân dụng và Quân sự) tại Việt Nam nhằm đảm bảo việc gửi và nhận FPL chính xác, kịp thời, nhanh chóng và đầy đủ thông tin. Quan hệ các bên là quan hệ hợp tác, phối hợp và trợ giúp trên nguyên tắc tuân thủ chặt chẽ nội dung văn bản và chức năng nhiệm vụ của mỗi bên. Văn bản quy định cụ thể về nộp/ gửi kế hoạch bay không lưu, trách nhiệm của các bên liên quan đối với việc gửi và nhận FPL từ xa, thông tin liên lạc giữa các bên…[8]
- Năm 2021, Lữ đoàn Không quân 918 đã tổ chức bay vận tải hàng hóa từ Sân bay Gia Lâm vào Sân bay Tân Sơn Nhất để hỗ trợ nhân dân Thành phố Hồ Chí Minh chịu ảnh hưởng của dịch COVID-19. Chuyến bay chở 300 suất quà, bao gồm nhu yếu phẩm, vật tư y tế, khẩu trang, quần áo bảo hộ và một số loại thuốc men.[9]

## Sự cố
- Tháng 1 năm 1977, Trung đoàn trưởng Hoàng Ngọc Trung thực hiện chuyến bay nhiệm vụ trên máy bay C-47. Máy bay bị tai nạn, trung đoàn trưởng cùng tổ bay hy sinh.[6]
- Ngày 11 tháng 2 năm 1982, chuyến bay An-26 từ Pochentong (Phnom Penh, Campuchia) về Tân Sơn Nhất bị lạc đường, phải hạ cánh khẩn cấp xuống sườn đồi gần thị trấn Sakeo, cách biên giới Thái Lan - Campuchia khoảng 30 km. Do tiếp đất mạnh, phi công Hoàng Văn Khải bị thương nặng và hy sinh.[3]
- Ngày 16 tháng 9 năm 1987, chiếc máy bay vận tải quân sự An-26 số hiệu 285 gặp tai nạn tại vùng rừng núi Bảo Lộc (Lâm Đồng). Toàn bộ 62 người đi trên chuyến bay An-26 số hiệu 285 đều tử nạn. 6/62 người là dân sự, con em quân đội, 56 người là quân nhân[7]
- Ngày 8 tháng 4 năm 2008, một chiếc An-26 quân sự của Việt Nam đã rơi xuống một cánh đồng lúa tại xã Tả Thanh Oai, Thường Tín, Hà Tây khiến toàn bộ phi hành đoàn 5 người thiệt mạng. Nguyên nhân có thể do máy bay đã bị chết động cơ khi đang bay.[10]
- 9 giờ 10 sáng 16 tháng 6, tuần thám CASA C-212 số hiệu 8983 với phi hành đoàn gồm 6 sĩ quan và 3 quân nhân, cầm lái chính là Đại tá Lê Kiêm Toàn, Lữ đoàn trưởng Lữ đoàn 918, Quân chủng Phòng không-Không quân. Xuất phát từ Sân bay Gia Lâm tìm kiếm tung tích phi công Su-30 MK2 mất tích ở vùng biển Bạch Long Vỹ (Hải Phòng). Đến 12 giờ 30 phát hiện áo phao màu vàng nghi là của phi công Trần Quang Khải (phi công máy bay Su-30). Máy bay xin hạ độ cao thì mất liên lạc gần vùng biển Bạch Long Vỹ (Hải Phòng).